# Sigge Hultkrantz
Sigge Hultkrantz (n. 22 mai 1888, Åmål, Älvsborg County⁠(d), Suedia – d. 4 martie 1955, parohia Oscar⁠(d), Comitatul Stockholm, Suedia) a fost un trăgător de tir ce a reprezentat Suedia, medaliat olimpic. A participat la o ediție a Jocurilor Olimpice (1920) în care a câștigat două medalii de argint.